# GAIA Zenei Fesztivál

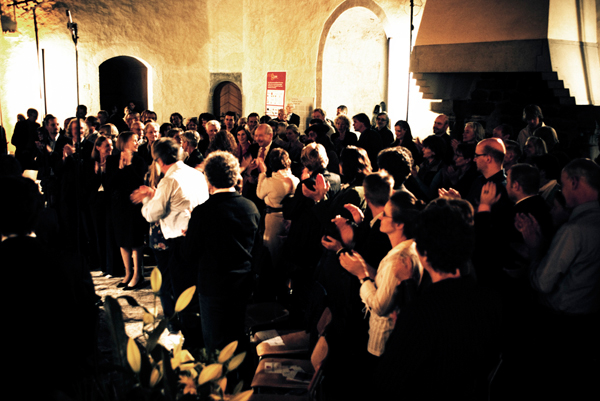
A fesztivál közönsége 2011-ben

A GAIA Zenei Fesztivál egy komolyzenei fesztivál, amelyet Svájc egyik legfontosabb zenei fesztiváljai közé sorolnak, a fesztiválnak a svájci Oberhofen am Thunersee ad otthont minden év májusában. A Bern kantonban elterülő Thuni-tó partján megrendezésre kerülő zenei fesztivál alapítója és művészeti vezetője a magyar származású Gwendolyn Masin hegedűművész. A fesztivál fővédnöke 2010 és 2014 között David Zinman amerikai karmester volt.

## A fesztivál története
A fesztivált 2006-ban GAIA Kamarazenei Fesztivál néven alapította Gwendolyn Masin, amely nevet a fesztivál 2014-ig viselte. Kezdetben a fesztivál helyszíne a németországi Hohenstaufen volt, ahol a helyi kulturális életre gyakorolt hatását a Göppingeni Kulturális Díjjal ismerték el.

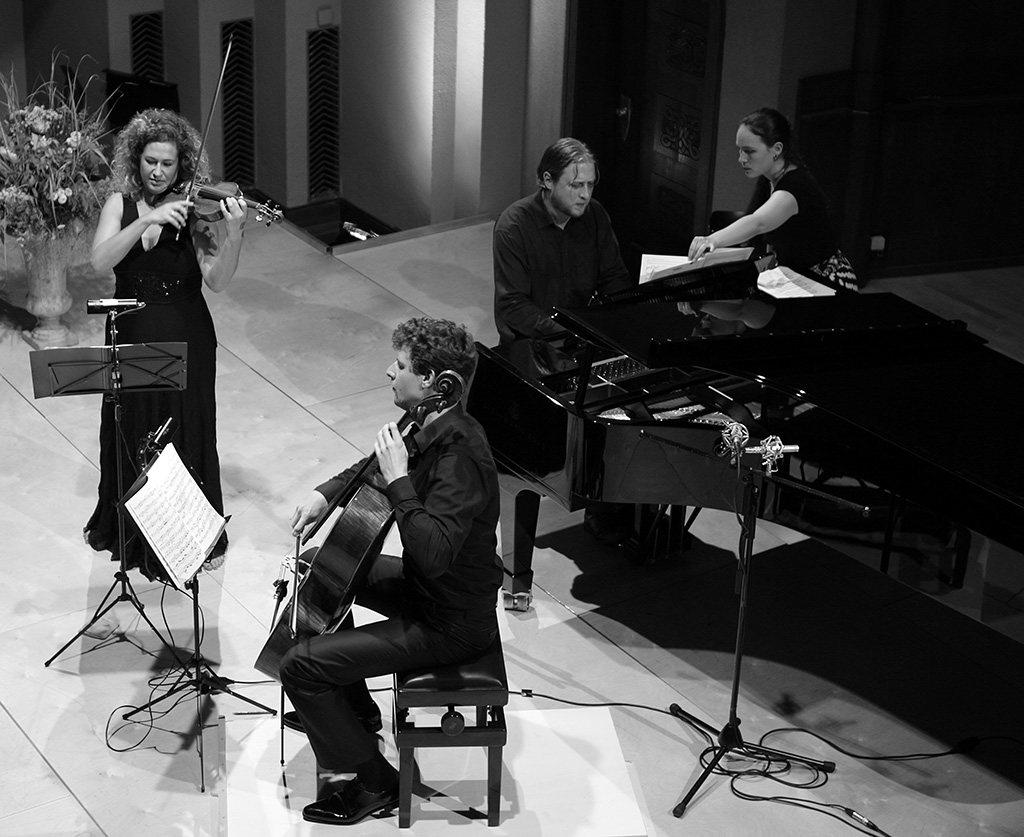
Gwendolyn Masin, Várdai István és Zsoldos Bálint a 2014-es GAIA egyik koncertjén

## Művészek
A fesztivál minden évben neves zenészeket hív meg, így többek között:
- Hegedű: Gabriel Adorján, Shmuel Ashkenasi, Sandrine Cantoreggi, Daniel Garlitsky, Philippe Graffin, Anke Dill, Ilya Hoffmann, Esther Hoppe, Wonji Kim, Pil Kyun Paul Kim, Yura Lee, Gwendolyn Masin, Ronald Masin, Gina Maria McGuinness, Lena Neudauer, Sergey Ostrovsky, Igor Ozim, Rosanne Philippens, Rahel Rilling, Svetlin Roussev, Tatiana Samouil, Lisa Schatzman, Artiom Shishkov, Alexander Sitkovetsky, Jan Talich, Kirill, Troussov, Isabelle van Keulen, Mary Ellen Woodside
- Brácsa: Alessandro D'Amico, Guy Ben-Ziony, Gérard Caussé, Isabel Charisius, Blythe Teh Engstroem, Jan Gruening, Ilya Hoffman, Yura Lee, Anna Lipkind, Lilli Maijala, Vladimir Mendelssohn, Natalia Tchitch, Lars Anders Tomter, Mikhail Zemtsov, Dana Zemtsov
- Cselló: Dávid Adorján, Claudio Bohórquez, Alexander Chaushian, Nathalie Clein, Christoph Crausé, Thomas Demenga, Chiara Enderle, Christopher Franzius, Pavel Gomziakov, Frans Helmerson, Louise Hopkins, Christopher Jepson, Guy Johnston, Aleksei Kiseliov, Kokas Dóra, Gavriel Lipkind, Philippe Muller, David Pia, Timora Rosler, Rafael Rosenfeld, Martti Rousi, Jakob Spahn, Torleif Thedéen, Várdai István, Quirine Viersen
- Nagybőgő: James Oesi, Massimo Pinca
- Cimbalom: Lukács Miklós
- Csembaló: Vital Julian Frey
- Fuvola: Janne Thomsen, Kaspar Zehnder
- Klarinét: Reto Bieri, Don Li, Christoffer Sundqvist, Yevgeny Yehudin
- Fagott: Martin Kuuskmann
- Szaxofon: Daniel Schnyder
- Zongora: Julia Bartha, Alasdair Beatson, Simon Bucher, Finghin Collins, Peter Frankl, Robert Kulek, Alexander Lonquich, Aleksandar Madzar, Vincenzo Maltempo, Hannes Minnaar, Pascal Rogé, Marianna Shirinyan, Cédric Pescia, Dobrinka Tabakova, Roman Zaslavsky, Bálint Zsoldos
- Hárfa: Sarah Christ, Jana Bouškovà
- Ütőhangszerek: Pavel Bialiayeu, Andrei Pushkarev
- Mezzo-szoprán: Jordanka Milkova, Stephanie Szanto
- Zenekarok: Ariel Quartet, Aviv Quartet, Nemzeti Filharmonikusok Grazioso Kamarazenekara, Haas & Mann, The Lipkind Quartet,Melisma Saxofon Quartett, Merel Quartet, ORIGIN Ensemble (Léa Valentin (hegedű), Priyanka Ravanelli (hegedű), Alexina Barbe (hegedű), Martin Moriarty (brácsa), Patrick Moriarty (cselló)), Quatour Ernest, Tonus String Quartet, Young European Strings Kamarazenekar, Yurodny

## Ősbemutatók

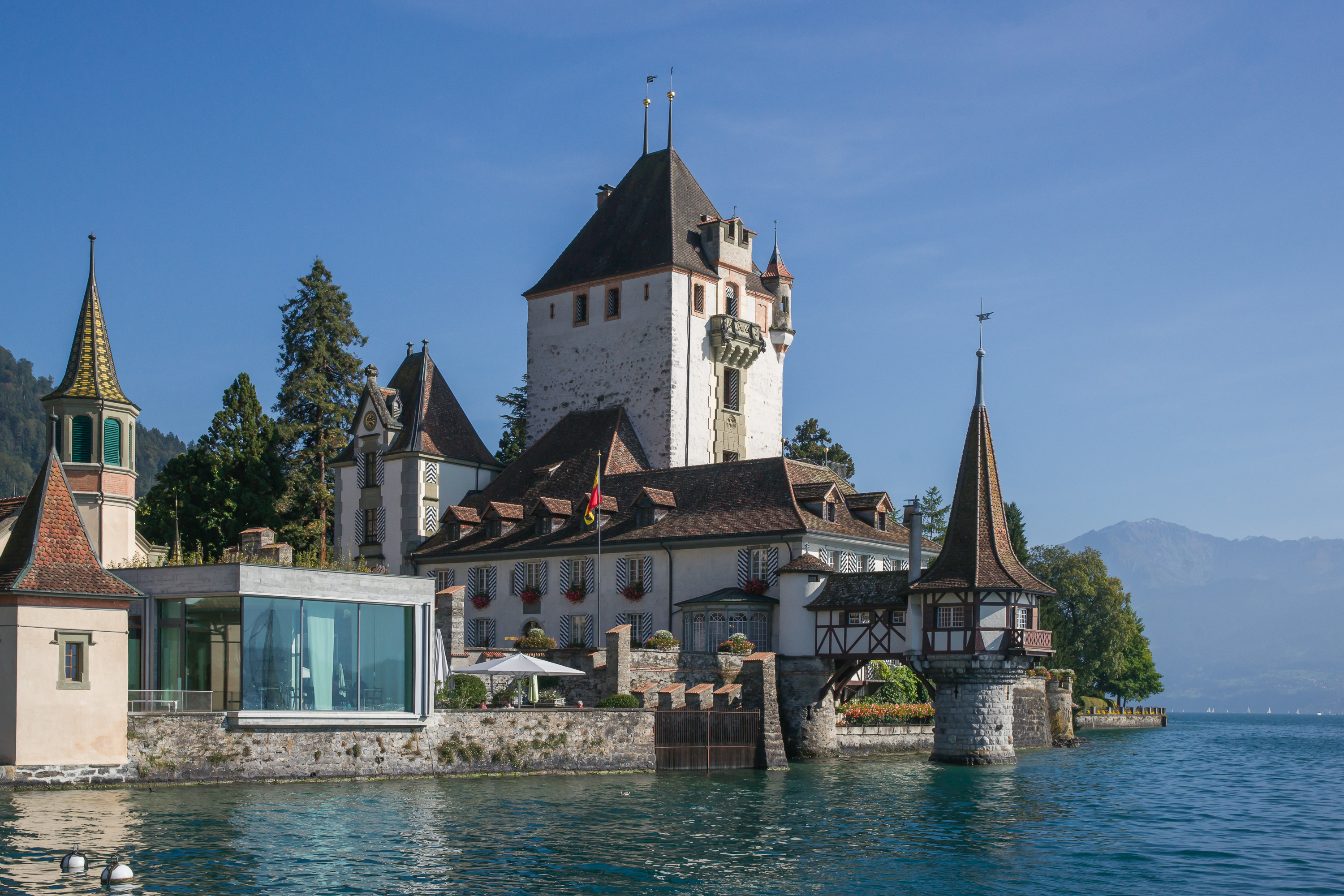
A koncertek egyik helyszíne az oberhofeni kastély

2009-ben Don Li és Johan Halvorsen, 2010-ben Jorge Bosso, Max Bruch, Csajkovszkij, Johan Halvorsen, Robert Schumann és Johann Sebastian Bach műveinek ősbemutatójára, valamint svájci bemutatójára került sor.
2011 és 2012-ben Kurt Atterberg, Alban Berg, Ernest Bloch, Cesar Viana műveit valamint Johann Sebastian Bach átiratait mutatták be első alkalommal.
Luigi Boccherini, Arcangelo Corelli, Astor Piazzolla, Andrei Pushkarev, Franz Schubert és a Yurodni Zenekar új szerzeményeinek és átiratainak bemutatójára 2013-ban került sor.
2014-ben Benjamin Britten Bagatell hegedűre, brácsára és zongorára és Paul Juon műveit mutatták be első alkalommal Svájcban.
Daniel Schnyder, aki a 2015-ös fesztiválon jelen is volt, több művét, köztük a Mensch Blue és az Ad Parnassum című szerzeményeit mutatták be először.
2016-ban a zenei művek bemutatása mellett a fesztivál történetében első ízben az irodalom is szerepet kapott. Lukas Hartmann Telemann Burlesque de Quixotte, Stravinsky Suite italienne valamint Muszorgszkij Egy kiállítás képei műveihez írt szövegeket. Az Egy kiállítás képei vonósnégyesre valamint zongorára átdolgozott előadása pedig egyúttal svájci ősbemutató is volt.
Raymond Deane zeneszerző által Gwendolyn Masin ORIGIN című albumához átdolgozott, Camille Saint-Saëns és Manuel de Falla műveinek előadása  azok ősbemutatója volt.
2017-ben is számos mű ősbemutatójára került sor. Massimo Pinca The Fates című művét vonósnégyesre és cimbalomra, Marco Antonio Perez-Ramirez OLUM című művét, Lukács Miklós Bartók-Impressions művét (Bartók Béla Román népi táncok Sz. 56, BB 68 alapján), valamint Maximilian Grossenbacher Airreel c. művét első alkalommal mutatták be közönség számára, Rebecca Clarke Grotesque-jával pedig a svájci közönség találkozhatott első ízben.
A tizedik fesztivál programjában három ősbemutatóra került sor: Thomas Fortmann "Andante für einen Oberhofer Purzelbaum" és "Bourlesque" című művei valamint Raymond Deane "Hungarian-Jewish Melodies" című műve világpremierjére került sor.
Thomas Fortmann a GAIA fesztivál számára szerezte "Dreisamkeit" művét szopránra, klarinétra és nagybőgőre, amelynek ősbemutatójára a fesztivál tizenegyedik kiadásán, 2019-ben került sor. Dobrinka Tabakova Gwendolyn Masinnel adta elő "Whispered Lullaby" című művét, amelynek zongorára és hegedűre írt változatának svájci bemutatójára szintén 2019-ben került sor.

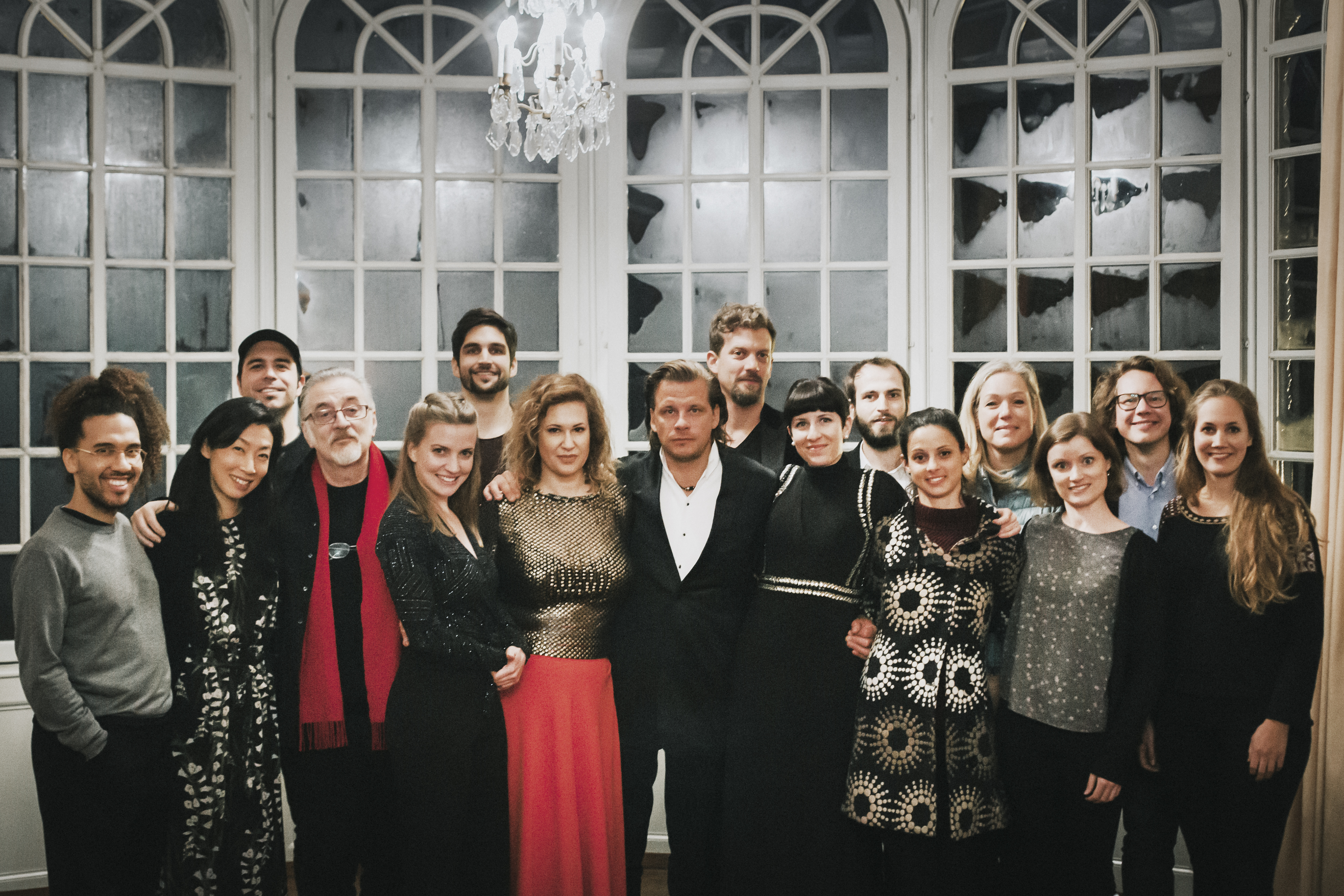
A GAIA Zenei Fesztivál 11-dik kiadásának zenészei

## GAIA mesterkurzusok
A fesztivál alkalmával minden évben nemzetközileg elismert művészek fiatal tehetségeket oktatnak. 2011-ben került sor első alkalommal a GAIA Masters Díj átadására, amely a díjazottnak lehetővé teszi, hogy a következő évben már vendégművészként vegyen részt a fesztiválon.

## Diszkográfia
- GAIA Music Festival 2009: Music of Brahms, Dvorák & Prokofiev
- GAIA Music Festival 2010: Music of Atterberg, Bruch, Schumann & Weiner
- GAIA Music Festival 2011: Music of Berg, Bloch, Debussy, Ligeti & Webern
- GAIA Music Festival 2012: Music of Krenek & Webern
- GAIA Music Festival 2013: Music of Hiller & Piazzolla
- GAIA Music Festival 2014: Music of Bridge & Britten
- GAIA Music Festival 2015: Music of De Falla, Medtner & Schnyder
- GAIA Music Festival 2016: Music of Beethoven, Mussorgsky, Popper & Stravinsky
- GAIA Music Festival 2017: Music of Liszt, Beethoven & Ravel

## Sajtómegjelenés
- "Der Sog des virtuosen GAIA-Festivals" - Thuner Tagblatt, 7 May 2019
- "Der Wunsch, geerdet zu sein" - Anzeiger Region Bern, 1 May 2019
- "Kammermusik hautnah" - Thuner Tagblatt, 1 May 2019
- "Sehnsucht als Antrieb" - Der Bund, 25 April 2019
- "Klassik in luftiger Höhe" - Thuner Tagblatt, 8 May 2018
- "Vom Sultanpalast nach Florenz" - Thuner Tagblatt, 5 Mai 2018
- "Warum klassische Musik nicht elitär ist" - Jungfrau Zeitung, 4 Mai 2017
- "Geigestunde ohne Geige" - Jungfrau Zeitung, 10 May 2016
- "Gaia ist angekommen" - Der kleine Bund, 9 Mai 2015
- "Klassik für alle" - Gala Kultur, 14 August 2014
- "Jubiläum im Kammerformat" - Berner Kulturagenda, 29 May 2013
- "Kammermusik so schön wie aus dem Märchenbuch" – Thuner Tagblatt, 11 May 2010
- "Gaia – Musik in aller Intensität" – Ensuite Kulturmagazin, 1 May 2010
- "Born of chaos – matured to perfection" – Thuner Tagblatt, 18 May 2009

## Weboldalak
- A fesztivál hivatalos oldala
- GAIA a YouTube-on
- GAIA hivatalos Facebook oldala